# العلاقات المغربية اللاوسية
العلاقات المغربية اللاوسية هي العلاقات الثنائية التي تجمع بين المغرب ولاوس.

## مقارنة بين البلدين
هذه مقارنة عامة ومرجعية للدولتين:
| وجه المقارنة                                              | المغرب                                 | لاوس        |
| --------------------------------------------------------- | -------------------------------------- | ----------- |
| المساحة (كم2)                                             | 710.85 ألف                             | 236.80 ألف  |
| عدد السكان (نسمة)                                         | 36.07 مليون                            | 6.86 مليون  |
| الكثافة السكانية (ن./كم²)                                 | 50.74                                  | 28.97       |
| العاصمة                                                   | الرباط                                 | فيينتيان    |
| اللغة الرسمية                                             | اللغة العربية، أمازيغية معيارية مغربية | اللغة اللاو |
| العملة                                                    | درهم مغربي                             | كيب لاوي    |
| الناتج المحلي الإجمالي (بليون دولار)                      | 109.14 مليار                           | 16.85 مليار |
| الناتج المحلي الإجمالي (تعادل القوة الشرائية) بليون دولار | 274.06 مليار                           | 38.71 مليار |
| الناتج المحلي الإجمالي الاسمي للفرد دولار أمريكي          | 2.88 ألف                               | 1.82 ألف    |
| الناتج المحلي الإجمالي للفرد دولار أمريكي                 | 7.49 ألف                               |             |
| مؤشر التنمية البشرية                                      | 0.628                                  | 0.575       |
| رمز المكالمات الدولي                                      | +212                                   | +856        |
| رمز الإنترنت                                              | .ma                                    | .la         |
| المنطقة الزمنية                                           | ت ع م+01:00                            | ت ع م+07:00 |

## منظمات دولية مشتركة
يشترك البلدان في عضوية مجموعة من المنظمات الدولية، منها:
| علم المنظمة | اسم المنظمة                        | تاريخ انضمام المغرب | تاريخ انضمام لاوس |
| ----------- | ---------------------------------- | ------------------- | ----------------- |
|             | مؤسسة التنمية الدولية              | 29 ديسمبر 1960      | 28 أكتوبر 1963    |
|             | يونسكو                             | 7 نوفمبر 1956       | 9 يوليو 1951      |
|             | وكالة ضمان الاستثمار متعدد الأطراف | 17 سبتمبر 1992      | 5 أبريل 2000      |
|             | الأمم المتحدة                      | 12 نوفمبر 1956      | 14 ديسمبر 1955    |
|             | البنك الدولي للإنشاء والتعمير      | 25 أبريل 1958       | 5 يوليو 1961      |
|             | منظمة حظر الأسلحة الكيميائية       | ?                   | ?                 |
|             | مؤسسة التمويل الدولية              | 30 أغسطس 1962       | 29 يناير 1992     |
|             | منظمة الشرطة الجنائية الدولية      | ?                   | ?                 |

## وصلات خارجية
- موقع وزارة الخارجية المغربية
- موقع وزارة الخارجية اللاوسية